# Peter Hanau
Peter Hanau (* 13. Juli 1935 in Berlin) ist ein deutscher Jurist und emeritierter Professor an der Universität zu Köln.

## Werdegang
Hanau studierte von 1954 bis 1958 Rechtswissenschaften an den Universitäten Freiburg im Breisgau und Göttingen. Nach der Ersten Juristischen Staatsprüfung wurde er 1958 wissenschaftliche Hilfskraft bei Wolfgang Siebert an der Universität Heidelberg. 1960 begann Hanau das Rechtsreferendariat, das er 1964 mit der Zweiten Juristischen Staatsprüfung abschloss. 
Bereits 1963 war Hanau an der Universität Göttingen mit einer von Franz Gamillscheg betreuten Arbeit zum Thema "Objektive Elemente im Tatbestand der Willenserklärung" zum Dr. iur. promoviert worden. 1968 habilitierte er sich bei Franz Gamillscheg zur "Kausalität der Pflichtwidrigkeit" und nahm einen Ruf an die Freie Universität Berlin an. 1971 wechselte Hanau an die Universität zu Köln, wo er bis zu seiner Emeritierung zum 31. Juli 2000 den Lehrstuhl für Arbeitsrecht und Bürgerliches Recht innehatte sowie dem Forschungsinstitut für Sozialrecht der Universität Köln als Direktor vorstand.
Von 1983 bis 1986 war Hanau ehrenamtlicher Richter am Landesarbeitsgericht Köln, von 1986 bis 1989 war er Rektor der Universität zu Köln. In den Jahren 1990 bis 1999 war Hanau Präsident des Deutschen Arbeitsgerichtsverbandes und ist seitdem Ehrenpräsident des Verbandes.
Hanau ist Mitherausgeber der Reihe Japanisches Recht und einer Sammlung japanischer Fachliteratur und hat damit Köln zu einem Forschungsstützpunkt für japanische Juristen gemacht.

## Ehrungen
Hanau ist juristischer Ehrendoktor der Universität Uppsala (1989) und der Ritsumeikan-Universität Kyōto (1990). Im November 2009 entschied die japanische Regierung, ihm den Orden der Aufgehenden Sonne mit Stern, goldenen und silbernen Strahlen zu verleihen. Damit wird der mehr als dreißigjährige Einsatz Hanaus für den deutsch-japanischen Wissenschaftsaustausch gewürdigt. 

## Veröffentlichungen (Auswahl)
- Peter Hanau, Heinz-Dietrich Steinmeyer, Rolf Wank: Handbuch des europäischen Arbeits- und Sozialrechts. C.H. Beck, München 2002, ISBN 3-406-48718-1.
- Peter Hanau, Peter Ulmer (Hrsg.): Mitbestimmungsrecht. 2. Auflage. C.H. Beck, München 2006, ISBN 3-406-44832-1.
- Peter Hanau, Klaus Adomeit: Arbeitsrecht. 14. Auflage. Luchterhand, Neuwied 2007, ISBN 978-3-472-06645-3.
- Peter Hanau, Christoph Louven: Abmahnung und Kündigung. 3. Auflage. Deutscher Taschenbuch-Verlag, München 2007, ISBN 978-3-423-58114-1.
- 60 Jahre für ein faires Arbeitsrecht. C.H.Beck, München 2022, ISBN 978-3-406-78079-0.